# Diecéze limogeská
Diecéze limogeská (lat. Dioecesis Lemovicensis, franc. Diocèse de Limoges) je starobylá francouzská římskokatolická diecéze. Leží na území departementů Creuse a Haute-Vienne, jejichž území přesně kopíruje. Sídlo biskupství i katedrála Saint-Étienne de Limoges se nachází v Limoges. Diecéze limogeská je součástí poitierské církevní provincie.
Od 11. května 2017 je diecézním biskupem Mons. Pierre-Antoine Bozo.

## Historie
Biskupství bylo v Limoges založeno v průběhu 1. století díky svatému Martialovi z Limoges, který evangelizoval okolí města Limoges.
K výrazné změně území diecéze došlo 11. července 1317, když bylo založeno biskupství v Tulle, které však bylo v důsledku konkordátu z roku 1801 zrušeno a území bylo opět včleněno do diecéze limogeské. Diecéze tullská byla obnovena 6. října 1822, což vedlo opět k územním změnám v rámci diecéze limogeské.
Od 8. prosince 2002 je diecéze limogeská sufragánem arcidiecéze poitierské.